# باحمراء (الضليعة)
'

تعديل مصدري - تعديل

باحمراء هي إحدى قرى عزلة الضليعة بمديرية الضليعة التابعة لمحافظة حضرموت، بلغ تعداد سكانها 186 نسمة حسب تعداد اليمن لعام 2004.